# Parkton (Észak-Karolina)
Parkton város az USA Észak-Karolina államában, Robeson megyében. Lakosainak száma 504 fő (2020. április 1.).

## Népesség
A település népességének változása:
| Lakosok száma | 219  | 436  | 504  |
|               | 1910 | 2010 | 2020 |